# Erik Gundersen
Erik Gundersen, född 8 oktober 1959 i Esbjerg, Danmark, är en framstående speedwayförare. 
Gundersens främsta merit är hans tre individuella VM-guld (1984, 1985 och 1988). Tillsammans med jämngamle landsmannen Hans Nielsen dominerade han den internationella speedwayen under senare delen av 1980-talet. Han slutade på grund av en svår olycka 1989. Efter olyckan kämpade han sig tillbaka och återfick nästan hela rörligheten i kroppen. Han var en tid tränare för danska speedwaylandslaget.